# Let's Go Fly a Kite
«Let's Go Fly a Kite» es una canción de la película de Walt Disney Mary Poppins, compuesta por Richard M. Sherman y Robert B. Sherman. La canción es oída al final de la película, cuando George Banks (interpretado por David Tomlinson), cae en la cuenta que su familia es más importante que su trabajo. Él repara la cometa de su hijo y lleva a su familia a volar cometas. La canción es cantada por Tomlinson, Dick Van Dyke y finalmente, el coro.
En consonancia con el cambio de carácter de Mr. Banks, esta canción fue pregrabada, y por lo tanto, cantada normalmente, por Tomlinson, en lugar de en su canto anterior en el estilo de Rex Harrison, visto previamente en "The Life I Lead." Este número también aparece en la serie de vídeos de Disney Sing Along Songs.

## Desarrollo
Aunque la noción de Mary Poppins volando un cometa es mencionada incidentalmente en uno de los libros de P. L. Travers, la metáfora del cometa reparado (siendo un símbolo de la restauración de la familia de Banks) es tomada del tratamiento del guion de 1961 de los hermanos Sherman. La canción fue inspirada por el padre de los hermanos Sherman, Al Sherman, quien además de ser un compositor muy conocido en su época también era un fabricante de cometas aficionado que hacía cometas para los niños de su vecindario como un pasatiempo en los fines de semana.
La canción fue escrita originalmente en 4/4, pero Walt Disney sintió que se parecía demasiado al final de un espectáculo de Broadway  y quería una canción que fuera más "fresca",como un vals. La canción fue hecha de nuevo en un arreglo de 3/4 estilo vals.
La canción aparece en el musical, pero más cerca de la mitad del musical, y no al final de este. En esta versión, la escena recrea qué ocurre al principio del segundo libro cuando Mary Poppins retrae la cuerda del cometa de Michael.
Se rumorea que Walt Disney pidió a los compositores que escribieran una canción acerca de un cometa por sus dos hijas. Las dos eran miembros de la hermandad Kappa Alpha Theta y su símbala es un cometa. La canción "Let's Go Fly a Kite" se cree que está dedicada a Kappa Alpha Theta. Esto ha sido desacreditado por múltiples fuentes.

## Versiones
El 6 de abril de 2015 una versión de Burl Ives apareció en el programa de la BBC The One Show.